# سیارک ۱۸۹۹
سیارک ۱۸۹۹ (به انگلیسی: 1899 Crommelin، نامگذاری:1971UR1) هزار و هشتصد و نود و نهمین سیارک کشف شده‌است که در ۲۶ اکتبر ۱۹۷۱ کشف شد.
قدر مطلق سیارک برابر ۱۳٫۳۰ است.